# Cheyenne (Wyoming)
Cheyenne is de hoofdstad van de Amerikaanse staat Wyoming en hoofdplaats van Laramie County. In 2020 had de stad 65.132 inwoners. Het is tevens de grootste stad van de staat.
Op de plaats van de huidige stad werd op 4 juli 1867 een tentenkamp neergezet als onderkomen voor de bouwers aan de Union Pacific Railroad. Dit was het begin van een nederzetting die uitgroeide tot de huidige stad.
De stad is sinds 1887 de zetel van het rooms-katholieke bisdom Cheyenne.

## Bezienswaardigheden
- Capitool van Wyoming
- Cheyenne Botanic Gardens
- F.E. Warren Air Force Base

### Evenementen
- Cheyenne Frontier Days (laatste volledige week juli)

## Plaatsen in de nabije omgeving
De onderstaande figuur toont nabijgelegen plaatsen in een straal van 60 km rond Cheyenne.

## Geboren
- Mildred Harris (1901-1944), actrice
- Cecilia Hart (1948-2016), actrice
- Rensis Likert (1903-1981), socioloog
- Bri Bocox (1997), schaatsster